# Anguimonhystera ampliceps
Anguimonhystera ampliceps is een rondwormensoort. De wetenschappelijke naam van de soort is voor het eerst geldig gepubliceerd in 1950 door Goffart.